# Häg-Ehrsberg
Häg-Ehrsberg är en kommun och ort i Landkreis Lörrach i regionen Schwarzwald-Baar-Heuberg i Regierungsbezirk Freiburg i förbundslandet Baden-Württemberg i Tyskland. 
Kommunen bildades 1 januari 1975 genom en sammanslagning av kommunerna Ehrsberg och Häg.
Kommunen ingår i kommunalförbundet Zell im Wiesental tillsammans med staden Zell im Wiesental.